# بوری
بوری (به ژاپنی: 鰤 ブリ Bury) (نام علمی:  Seriola quinqueradiata) به یکی از انواع گیش‌ماهیان گفته می‌شود. این نوع ماهی در آشپزی ژاپنی به‌طور گسترده مصرف می‌شود.
در ژاپن نام این ماهی به همراه رشدش تغییر می‌کند. هنگامیکه اندازه آن به ۴۰～۶۰ سانتیمتر می‌رسد به آن هاماچی (ハマチ) گفته می‌شود که یکی از انواع سوشی است.